# Govert Dorrenboom
Govert Dorrenboom (Dordrecht, 4 juli 1850 – Breda, 23 augustus 1942) was een Nederlands organist en componist.
Hij werd geboren binnen het gezin van horlogemaker Jacobus Dorrenboom en Pieternella Adriana Scheij. Hij was getrouwd met Marie Hedwig Völckers. Hij werd begraven op begraafplaats Zuilen te Breda. Dochter Ida Dorrenboom werd celliste te Szczecin en Essen, zoon Oscar Dorrenboom werd muziekleraar en schreef een drietal werken.
Hij kreeg zijn eerste muzieklessen in en om Dordrecht bij docenten als Ferdinand Böhme (muziektheorie), James Kwast (piano) en Henri Geul (cello). Daarna volgde hij een opleiding aan de Rotterdamse muziekschool bij Samuel de Lange sr. en Oscar Eberlé. Verdere studies vonden plaats aan het Conservatorium in Keulen bij (weer) James Kwast, F. Weber, Samuel de Lange en Ludwig Ebert. Lessen in compositieleer kreeg hij van Ferdinand Hiller (directeur in Keulen) en Gustav Jensen. In 1880 werd hij uitverkozen tot organist van de Grote Kerk in Breda. Hij bekleedde die functie tot 1930. In aanvulling op die functie was hij al in 1879 muziekonderwijzer, directeur van de muziekschool, directeur van zangverenigingen en dirigent van het plaatselijk orkest. Ook was hij leider van een aantal muziekensembles in de omgeving van Breda en organiseerde concerten. 
Hij schreef ook een aantal werken zoals een Adagio voor viool, Drie liederen opus 3, Drei Fantasiestücke (opus 4) voor piano en Tarantelle (opus 5). Voorts kwam er een aantal composities voor kamermuziek uit zijn pen. Er zijn werken oplopend tot opus 28 van hem bekend en tal van niet uitgegeven stukken.
- Gemeinsame Normdatei: 1018068082
- International Standard Name Identifier: 0000 0003 6014 5183
- Nederlandse Thesaurus van Auteursnamen: 23864619X
- Virtual International Authority File: 220517531
- WorldCat: E39PBJf48bKKMRRYjFh7dpQyVC